# Kultura Współczesna
Kultura Współczesna. Teorie. Interpretacje. Praktyka – pismo naukowe o kulturoznawczym rodowodzie, wpisujące się w najbardziej aktualne debaty poświęcone kulturze, naukom o kulturze, jak również zjawiskom okołokulturowym.
Redaktorem naczelnym pisma jest Rafał Koschany. W radzie naukowej zasiadają (w kolejności alfabetycznej): Elżbieta Banecka, Grzegorz Godlewski, Anna Gomóła, Konrad Klejsa, Leszek Korporowicz, Iwona Kurz, Elżbieta Rybicka, Roch Sulima, Renata Tańczuk, Izolda Topp-Wójtowicz, Dariusz Wadowski, Krzysztof Wielecki, Rafał Wiśniewski, Maciej Ząbek (przewodniczący).
Na jego łamach publikowali m.in. Zygmunt Bauman, Anna Zeidler-Janiszewska, Sław Krzemień-Ojak oraz wielu innych, cenionych kulturoznawców, socjologów i filozofów. 
Kwartalnik wydawany jest nieprzerwanie od 1993 roku – początkowo przez Instytut Kultury, a od 2003 roku przez Narodowe Centrum Kultury. Od 2006 roku pismo jest forum Polskiego Towarzystwa Kulturoznawczego. 
Kwartalnik patronuje serii wydawniczej Biblioteka "Kultury Współczesnej", wydawanej przez Narodowe Centrum Kultury. Ukazały się w niej dotychczas: Przestrzenie domu. Media, mobilność i tożsamość Davida Morleya (2011), Wędrujące pojęcia w naukach humanistycznych. Krótki przewodnik Mieke Bal (2012), Emocje w kulturze pod redakcją Małgorzaty Rajtar i Justyny Straczuk (2012), Konteksty pamięci (Antologia) pod redakcją Kornelii Kończal (2014), Kulturowe studia miejskie pod redakcją Ewy Rewers (2014), Czego chcą obrazy? W.J.T. Mitchella (2015), Fotografia, kino i komputer. Aby Warburg jako teoretyk mediów Karla Sierka (2015), Atlas obrazów Mnemosyne Aby Warburga (2016), Teoria i estetyka fotografii cyfrowej. Antologia pod redakcją Piotra Zawojskiego (2017), Odkrycie kreatywności Andreasa Reckwitza (2017). 
Od 2013 roku w archiwum na stronie pisma można znaleźć pełne wersje większości artykułów opublikowanych w kwartalniku od początku jego wydawania.